# بويرتو نتالز
بويرتو نتالز (بالإسبانية: Puerto Natales) هي مدينة في تشيلي، تقع في باتاغونيا، هي عاصمة Última Esperanza Province ‏، وNatales ‏، بلغ عدد سكانها 16,978 نسمة وذلك حسب إحصائيات سنة 2001، تبلغ مساحتها 5.57 كيلومتر مربع.

## المناخ
يظهر الجدول التالي التغييرات المناخية على مدار السنة لبويرتو نتالز:
| البيانات المناخية لـبويرتو نتالز            | البيانات المناخية لـبويرتو نتالز | البيانات المناخية لـبويرتو نتالز | البيانات المناخية لـبويرتو نتالز | البيانات المناخية لـبويرتو نتالز | البيانات المناخية لـبويرتو نتالز | البيانات المناخية لـبويرتو نتالز | البيانات المناخية لـبويرتو نتالز | البيانات المناخية لـبويرتو نتالز | البيانات المناخية لـبويرتو نتالز | البيانات المناخية لـبويرتو نتالز | البيانات المناخية لـبويرتو نتالز | البيانات المناخية لـبويرتو نتالز | البيانات المناخية لـبويرتو نتالز |
| الشهر                                       | يناير                            | فبراير                           | مارس                             | أبريل                            | مايو                             | يونيو                            | يوليو                            | أغسطس                            | سبتمبر                           | أكتوبر                           | نوفمبر                           | ديسمبر                           | المعدل السنوي                    |
| ------------------------------------------- | -------------------------------- | -------------------------------- | -------------------------------- | -------------------------------- | -------------------------------- | -------------------------------- | -------------------------------- | -------------------------------- | -------------------------------- | -------------------------------- | -------------------------------- | -------------------------------- | -------------------------------- |
| الدرجة القصوى °م (°ف)                       | 28 (82)                          | 30 (86)                          | 27 (81)                          | 24 (75)                          | 19 (66)                          | 18 (64)                          | 20 (68)                          | 20 (68)                          | 21 (70)                          | 21 (70)                          | 26 (79)                          | 28 (82)                          | 30 (86)                          |
| متوسط درجة الحرارة الكبرى °م (°ف)           | 20 (68)                          | 19 (66)                          | 17 (63)                          | 13 (55)                          | 9 (48)                           | 5 (41)                           | 5 (41)                           | 8 (46)                           | 10 (50)                          | 14 (57)                          | 17 (63)                          | 18 (64)                          | 12 (54)                          |
| متوسط درجة الحرارة الصغرى °م (°ف)           | 8 (46)                           | 7 (45)                           | 6 (43)                           | 3 (37)                           | 0 (32)                           | −3 (27)                          | −3 (27)                          | −1 (30)                          | 0 (32)                           | 3 (37)                           | 5 (41)                           | 7 (45)                           | 2.6 (36.7)                       |
| أدنى درجة حرارة °م (°ف)                     | 0 (32)                           | 0 (32)                           | −2 (28)                          | −4 (25)                          | −13 (9)                          | −13.1 (8.4)                      | −16 (3)                          | −13 (9)                          | -0 (32)                          | −3 (27)                          | −5 (23)                          | −7 (19)                          | −16 (3)                          |
| معدل هطول الأمطار مم (إنش)                  | 8 (0.3)                          | 12 (0.5)                         | 21 (0.8)                         | 39 (1.5)                         | 37 (1.5)                         | 33 (1.3)                         | 32 (1.3)                         | 24 (0.9)                         | 17 (0.7)                         | 20 (0.8)                         | 25 (1.0)                         | 22 (0.9)                         | 290 (11.4)                       |
| متوسط الأيام الممطرة                        | 5                                | 5                                | 6                                | 6                                | 9                                | 6                                | 5                                | 4                                | 5                                | 5                                | 4                                | 7                                | 67                               |
| متوسط الأيام المثلجة                        | 0                                | 0                                | 0                                | 0                                | 1                                | 3                                | 5                                | 2                                | 2                                | 1                                | 0                                | 0                                | 14                               |
| متوسط الرطوبة النسبية (%)                   | 74                               | 74                               | 78                               | 82                               | 83                               | 84                               | 83                               | 83                               | 81                               | 75                               | 73                               | 74                               | 79                               |
| المصدر #1: My Weather 2                     |                                  |                                  |                                  |                                  |                                  |                                  |                                  |                                  |                                  |                                  |                                  |                                  |                                  |
| المصدر #2: Dirección Meteorológica de Chile |                                  |                                  |                                  |                                  |                                  |                                  |                                  |                                  |                                  |                                  |                                  |                                  |                                  |

## معرض صور

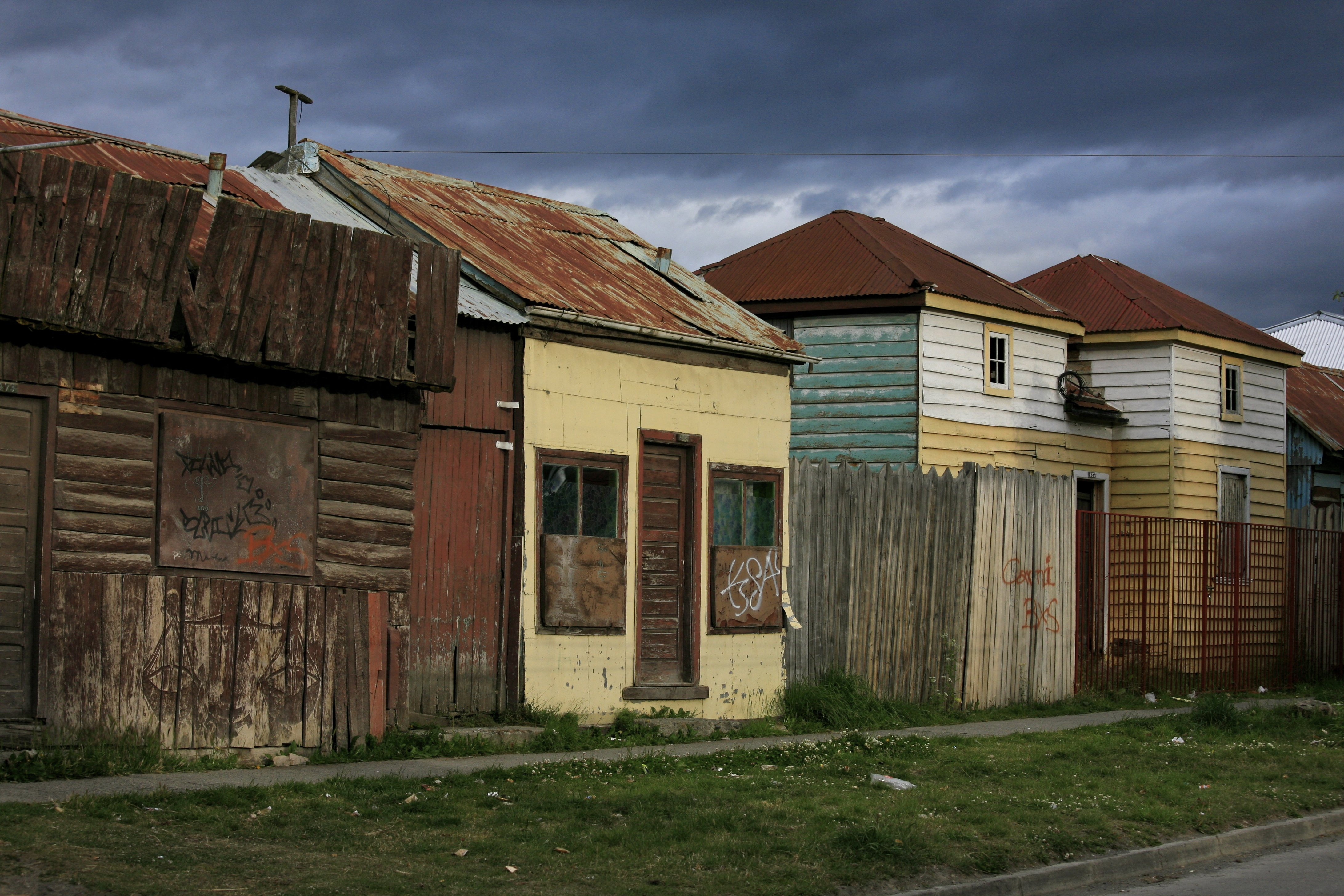
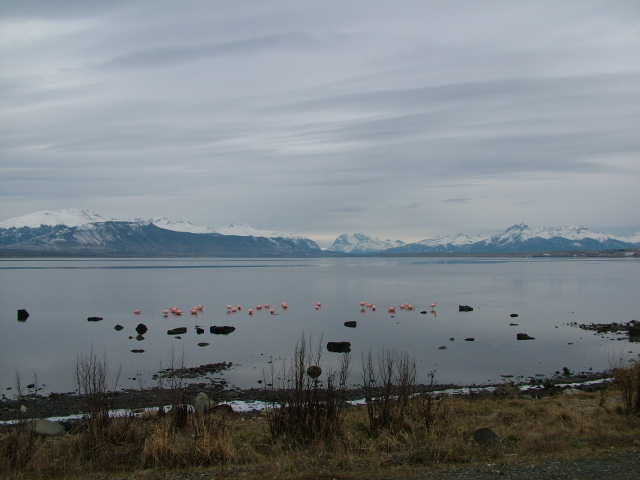
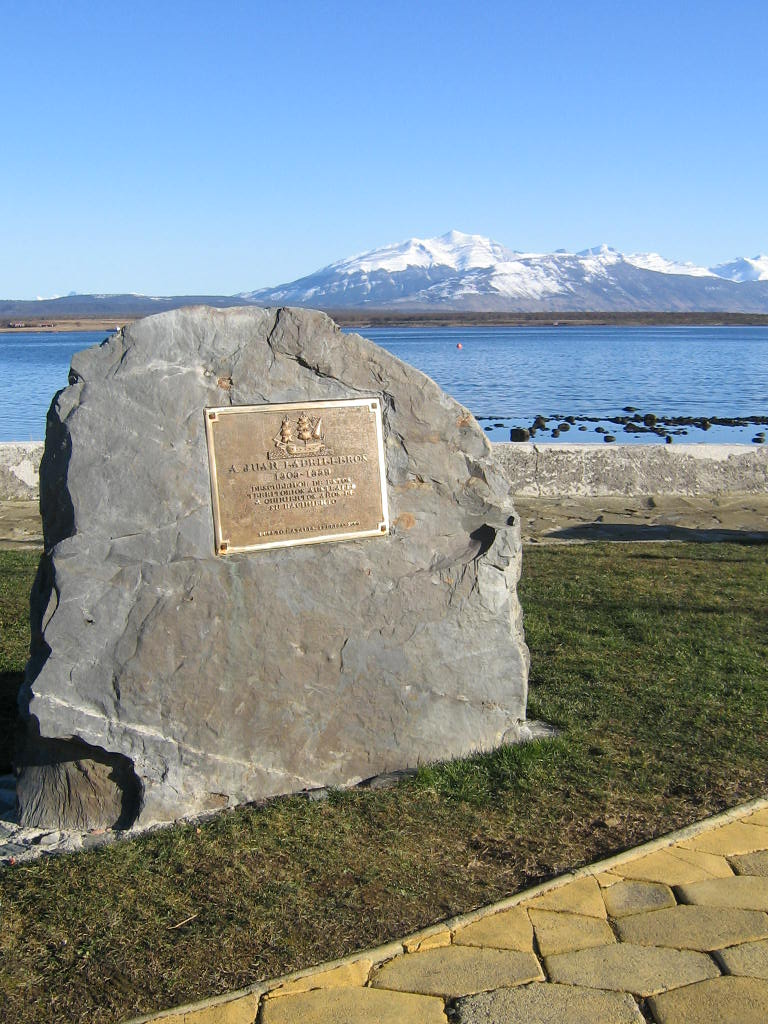
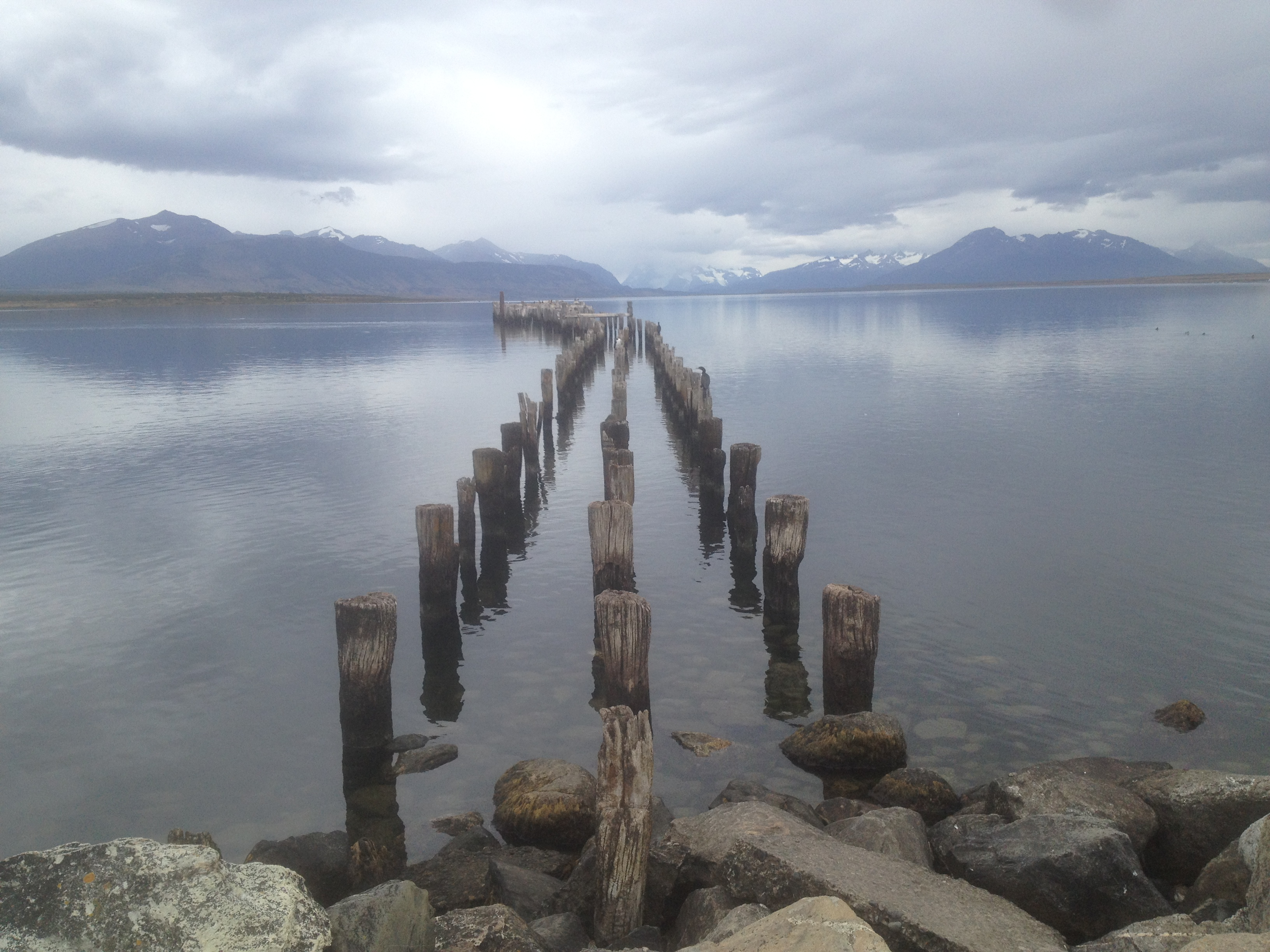
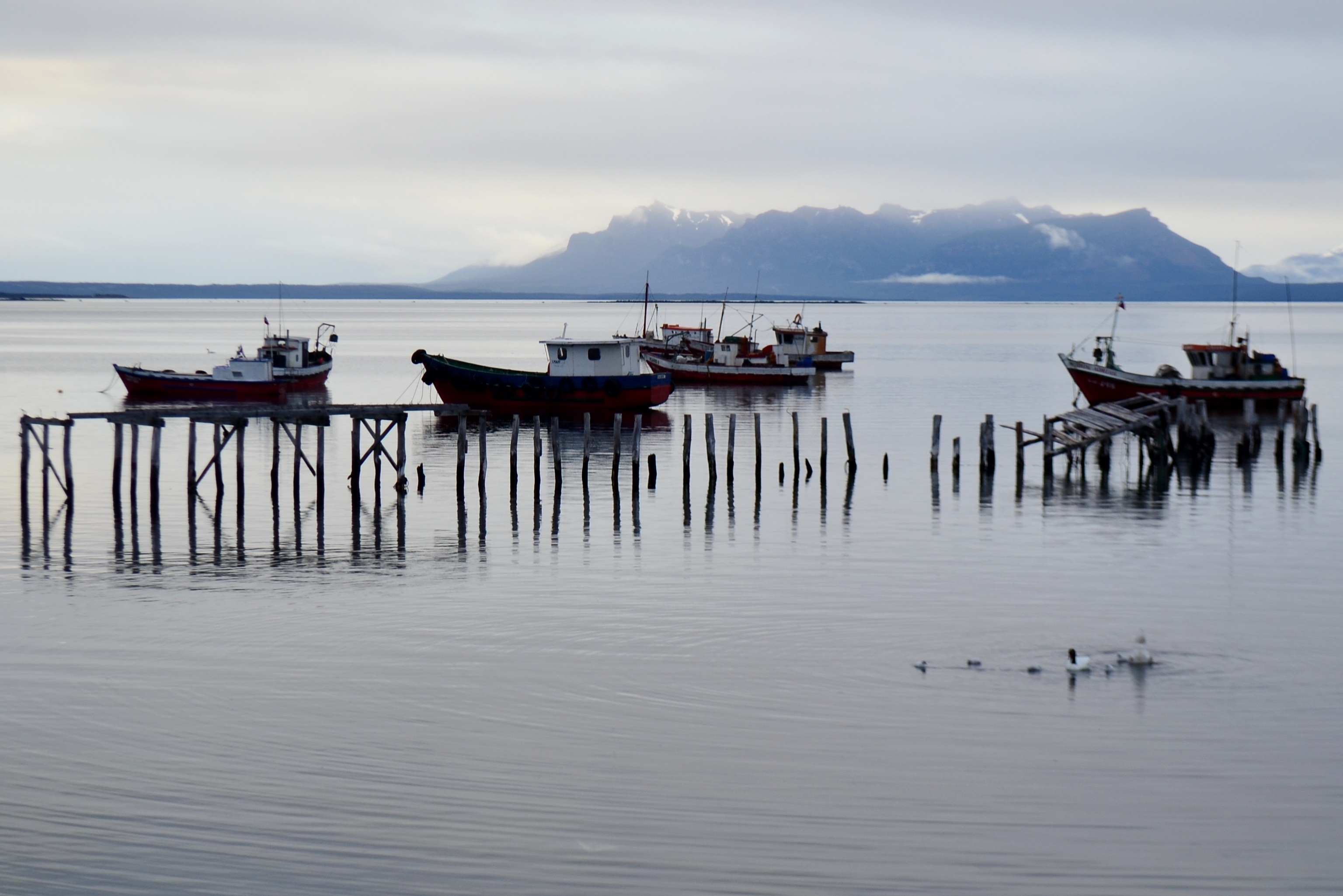

## أعلام
- رودي أولوا
- لويس مانسيلا
- بوريس بيريز
- مارتين أندرادي
- لويس ألاركون